# San Diego Rockets 1970-1971
La stagione 1970-71 dei San Diego Rockets fu la 4ª nella NBA per la franchigia.
I San Diego Rockets arrivarono terzi nella Pacific Division della Western Conference con un record di 40-42, non qualificandosi per i play-off.

## Roster
| N° | Naz.                   | Ruolo | Sportivo         | Anno | Alt. | Peso |
| -- | ---------------------- | ----- | ---------------- | ---- | ---- | ---- |
| 7  | Stati Uniti (bandiera) | AC    | Toby Kimball     | 1942 | 198  | 100  |
| 11 | Stati Uniti (bandiera) | AC    | Elvin Hayes      | 1945 | 206  | 107  |
| 20 | Stati Uniti (bandiera) | A     | Larry Siegfried  | 1939 | 191  | 86   |
| 21 | Stati Uniti (bandiera) | G     | Johnny Egan      | 1939 | 180  | 82   |
| 22 | Stati Uniti (bandiera) | G     | Stu Lantz        | 1946 | 191  | 79   |
| 23 | Stati Uniti (bandiera) | G     | Calvin Murphy    | 1948 | 175  | 75   |
| 31 | Stati Uniti (bandiera) | A     | John Trapp       | 1945 | 201  | 95   |
| 32 | Stati Uniti (bandiera) | A     | Don Adams        | 1947 | 198  | 95   |
| 34 | Stati Uniti (bandiera) | AC    | John Block       | 1944 | 206  | 94   |
| 35 | Stati Uniti (bandiera) | G     | Bernie Williams  | 1945 | 191  | 79   |
| 45 | Stati Uniti (bandiera) | A     | Rudy Tomjanovich | 1948 | 203  | 99   |
| 54 | Stati Uniti (bandiera) | A     | Curtis Perry     | 1948 | 201  | 100  |

## Staff tecnico
- Allenatore: Alex Hannum